# Norman Mapeza
Norman Takanyariwa Mapeza (né le 12 avril 1972 à Harare) est un footballeur international zimbabwéen. Mapeza a joué en position de défenseur et milieu de terrain. Mapeza est également le sélectionneur de l'équipe du Zimbabwe des moins de 23 ans. Il a été nommé entraîneur de la sélection nationale le 3 mars 2011. Début février 2012, il est démis de ses fonctions.
Il est de nouveau désigné sélectionneur en septembre 2021.